# 女装神社
《女装神社》是由日本游戏制作公司No Strike（の～すとらいく）开发，Eroge Japan发行的一款伪娘题材戀愛冒險遊戲，2019年3月30日上架于Steam游戏平台。

## 角色
美代（／）
配音：橘美月
结（／）
配音：麻黒ほん
绯和（／）
配音：スズナ